# Nelson Mandela
Nelson Rolihlahla Mandela (18. srpnja 1918. − 5. prosinca 2013.), bio je južnoafrički aktivist za ljudska prava i političar, prvi predsjednik Južnoafričke Republike.
Kao sin Xhosa poglavice i student godine 1942. priključio se Afričkom nacionalnom kongresu (ANC), organizaciji koja se borila za prava većinskog crnog stanovništva u Južnoj Africi. Kasnije postaje jedan od glavnih organizatora u početku nenasilne borbe protiv apartheida. Nakon što te mjere nisu polučile rezultate, Mandela postaje uvjeren kako jedino oružana borba može srušiti apartheid. Organizirao je vojno krilo ANC-a i započeo kampanju sabotaža, ali prije nego što se ona intenzivirala Mandela i njegovi drugovi su uhićeni, a poslije osuđeni na doživotni zatvor.
Iako je u zatvoru bio izoliran i marginaliziran, njegova dugogodišnja robija postala je simbol borbe protiv apartheida, a vlada Južne Afrike bila je pod pritiskom da ga pusti na slobodu. Godine 1990. Mandela je oslobođen i s tadašnjim južnoafričkim predsjednikom započeo je pregovore s ciljem mirnog okončanja apartheida i prijenosa vlasti na crnačku većinu. Za te su napore Mandela i De Klerk godine 1993. dobili Nobelovu nagradu za mir.
Godine 1994. ANC pobjeđuje na izborima i Mandela postaje prvi crni predsjednik Južne Afrike, koju dužnost je obnašao do 1999. godine. Iako je njegov mandat bio obilježen dramatičnim porastom stope kriminala i epidemijom HIV-a, mnogi hvale njegovu politiku nacionalnog pomirenja i vjernost demokratskim institucijama.
Nakon odlaska s vlasti posvetio se humanitarnom radu i postao jedna od najpopularnijih i najprepoznatljivijih ikona suvremenog svijeta. Mnogi ga drže jednim od rijetkih univerzalnih moralnih autoriteta u današnjem svijetu.

## Rođenje
Dana 18. srpnja 1918. godine u jednom selu u blizini Umtate, Transkei na svijet je došao Nelson Rolihlahla Mandela. Rođen je u kraljevskoj obitelji, koja je pripadala plemenu Tembu. Njegov otac, Henry Mandela, kao podpoglavar bio je član Transkei vijeća i predsjednik Skupštine vijeća glavnog poglavara Tembua. Nakon smrti njegovog oca brigu o njemu preuzeo je poglavar Tembua, njegov ujak, koji ga je zapravo odredio za nasljednika. Ipak, on je bio zadivljen sudskim procesima plemena i u njemu se javila želja da postane odvjetnik. Priče starih pripadnika plemena o ratovima u kojima su branili svoju domovinu, potakle su ga da sanja o tome kako će i on dati doprinos u borbi za slobodu svoga naroda.
Išao je u Clarkebury Training College, a kasnije je maturu pripremao na metodski usmjerenoj Višoj školi Healdtown. Kratko nakon toga Mandela je dospio do Fort Hare College u Aliceu u istočnoj Kap provinciji, gdje se pokazao kao vođa studenata, jer je organizirao bojkot predavanja. Godine 1940. otišao je u Johannesburg, gdje je završio koledž kao izvanredni student, te počeo sa studijem pravnih znanosti. Godine 1944. godine priključio se ANC-u.

## ANC
Liga mladih ANC-a pod vodstvom Antona Lembedea skupljala je kritike zbog oblika i političkih sadržaja nacionalnog pokreta. Pored Nelsona Mandele ostali članovi Lige bili su, između ostalog, William Nkomo, Walter Sisulu, Oliver Tambo i Ashby Mda. Liga mladih postavila je sebi zadatak, da ANC učini masovnim pokretom, koji bi trebao zastupati radnike, seljake i zaposlene.
Mandela je svoje drugove zadivio discipliniranim radom i predanim naporima, te je 1947. godine izabran za generalnog sekretara Lige mladih. Predanim radom, kampanjama u samoj osnovi, te izrekom "Inyaniso" (Istina) liga mladih mogla se nadmetati i za vodeću razinu samog ANC-a.
Potaknuta pobjedom nacionalne partije 1948. godine, do koje je došlo zbog apartheida u samoj osnovici društva, Liga mladih inspirirala je akcijsko djelovanje koje je bojkot, štrajk, građanska neposlušnost i nesuradnju označila svojim oružjem, što je prihvaćeno kao službeni program ANC-a.

## Politički program
Ovaj program akcije razradili su David Bopape, Ashby Mda, Nelson Mandela, James Njongwe, Walter Sisulu i Oliver Tambo. Zbog implementiranja istog stare snage u vodstvu bile su zamijenjene mladima, te je Walter Sisulu preuzeo funkciju generalnog sekretara. Konzervativni dr. A.B. Xuma izgubio je svoju predsjedničku poziciju u korist dr. J.S. Moroka, koji je važio kao izrazito militantan.
Program Lige mladih ciljao je, prije svega, na potpuno održanje državljanstva, te na recipročnu parlamentarnu zastupljenost svih građana Južne Afrike. Pri tom se poseban naglasak davao podjeli zemlje, pravo na sindikate, kao i na obrazovanje i kulturu. Obvezno osnovno obrazovanje trebalo je biti uvedeno za svu djecu, kao i masovno usavršavanje odraslih.
Krajem 1951. godine ANC usvaja plan akcija za kampanju nepoštovanja zakona apartheida. Službeni početak određen je za 26. lipnja 1952. godine. Dana 6. travnja 1952. godine ANC je pozvao na masovni prosvjed zbog proslave 300-godišnjice dolaska prvih europskih doseljenika u Kap. Mandela je putovao kroz cijelu zemlju da bi organizirao ove prosvjede. Zbog svog rada tijekom ove kampanje izveden je pred sud, osuđen na devet mjeseci zatvora i prisilnog rada. Osim toga dobio je i zabranu sudjelovanja na bilo kakvoj javnoj manifestaciji u trajanju od šest mjeseci nakon izdržavanja kazne, i njegova dozvola boravka ograničena je samo na Johannesburg.

## Karijera
Upravo u ovo vrijeme završavao je studije, te je dobio zvanje odvjetnika. Zajedno s prijateljem Oliverom Tamboom otvorio je odvjetnički ured u Johannesburgu. Zbog njegovih zasluga tijekom kampanje Defiance imenovan je za predsjednika Lige mladih i ANC-a u pokrajini Transvaal, a krajem 1952. godine za zamjenika predsednika ANC-a.
O svojim iskustvima u odvjetničkom uredu Oliver Tambo je travnja 1993. godine, kratko prije svoje smrti, napisao:

## Optužbe
Vlada je pokušala oduzeti Mandeli odvjetničku dozvolu na temelju optužbi koje su protiv njega podignute. Ipak, Vrhovni sud je odlučio da je on časno služio svojim crnim sugrađanima, te da nije učinio ništa zbog čega bi mu se oduzela odvjetnička licenca.
Mandela je svoj politički rad u to vrijeme koncentrirao na razradu plana koji je trebao organizatorski učvrstiti ANC zbog zaoštravanja uvjeta borbe. Plan je po njemu dobio ime "M-plan". 1950-ih godina on je igrao veliku ulogu u borbi protiv Bantu odgoja i u popularizaciji Freedom Charter. U drugoj polovini 1950-ih okrenuo se borbi protiv iskorištavanja rada, Zakona o putovnicama i segregacije "otvorenih" sveučilišta. Već rano otkrio je da Bantustan politika zapravo predstavlja privredni apsurd. Njemu je bilo sasvim jasno da će vrlo brzo doći vrijeme masovnih ograničenja, političkih progona i policijskog terora.

## Uhićenja
1950-ih godina Mandela je bio žrtvom različitih oblika pritiska. Bio je uhićen i zatvaran. Nakon Sharpevilleskog masakra 1960. godine ANC je zabranjen, a Mandela je zatvoren pod optužbom da je počinio veleizdaju. Mandela i još 150 drugih sudionika demonstracija su bili okrivljeni da su u ime međunarodnog komunizma planirali puč i svrgavanje vlasti južnoafričke države, za što se predviđala smrtna kazna. Sudski proces zbog veleizdaje završen je 1961. godine, kada je Južna Afrika bila na putu da postane republika i svi optuženi pušteni su uz kauciju.

## Ilegalni rad
Pošto je ANC sada bio ilegalna organizacija, moralo se raditi u tajnosti. U ožujku 1961. godine 1400 zastupnika sastali su se na All-In African Conference pod vodstvom ANC-a. U žarkom govoru Mandela je pozvao režim apartheida da sazove skupštinu koja će predstavljati sve građane Južne Afrike, te da razradi ustav koji će počivati na demokratskim principima. Ako ne dođe do ispunjenja ovog zahtijeva, upozorio je, većina stanovništva (dakle, crnci) će svečanost proglašenja republike dočekati masovnim štrajkom.
Mandela se odmah nakon toga dao na posao da u tajnosti organizira borbu. Iako je uspeo mobilizirati manje ljudi nego što je očekivao, ipak je naišao na značajnu podršku širom zemlje. Vlada je odgovorila najvećom vojnom mobilizacijom od rata na ovamo, a Republika Južna Afrika rođena je u atmosferi straha i strepnje.
Mandela je morao živjeti odvojeno od svoje obitelji, te je stalno mijenjao mjesto boravka da ga vladini špijuni i svugdje prisutni informatiki ne bi otkrili. Nekad je bio odjeven kao radnik, nekad kao vozač. U to vrijeme s ostalim vodstvom ANC-a osnovao je drugi militarni ogranak ANC-a Umkhonto we Sizwe, koji se pripremao za nasilni obračun s režimom. U procesu koji se odigrao nešto kasnije Mandela objašnjava:

## Umkhonto we Sizwe
Godine 1961. formiran je Umkhonto we Sizwe, a Mandela postaje glavni zapovjednik. Godine 1962. Mandela je usprkos zabrani napustio zemlju i putovao nekoliko mjeseci. U Etiopiji on se obratio Pan African Freedom Movement of East and Central Africa, a u drugim zemljama su ga također srdačno prihvatili. Tijekom ovog putovanja, već sluteći, da će doći do oružanih razračunavanja, on je organizirao gerilsku obuku za članove Umkhonto we Sizwe.

## Sudski proces
Kratko nakon povratka u Južnu Afriku Mandela je uhićen. Optužba je glasila: "Poziv na ilegalni štrajk i izlazak iz Južne Afrike bez važeće putovnice."
Njegovo najveće nastojanje tijekom procesa bilo je da dokaže da se tu u stvari sudi afričkom narodu. Od samog početka Mandela je osporavao legitimitet suda da donese presudu u njegovom slučaju; nije se osjećao niti pravno, niti moralno obaveznim da poštuje zakone parlamenta, u kojima on nije bio zastupljen. Tijekom jednog političkog procesa došlo je do sukobljavanja različitih interesa skupina stanovništva, te samim tim sudovi nisu mogli biti nepristrasni. U uvodu je Mandela rekao:
Na kraju ovog sudskog procesa Mandela je osuđen na pet godina zatvora. Dok je odsluživao ovu kaznu, pozvan je pred sud i u toku procesa Rivonia optužen je za sabotažu. Njegove izjave tijekom procesa ušle su u povijest otpora protiv apartheida i bile su inspiracija za sve one koji su se protiv njega borili. Njegove zaključne riječi bile su:
Mandela je osuđen na doživotnu kaznu i prvi dio svoje kazne odslužio je u zloglasnom zatvoru Robben Island, koji se nalazio sedam kilometara od obale Kaapstada i imao najviše mjere sigurnosti. U travnju 1984. godine prebačen je u zatvor Pollsmoor u samom Kapstadtu, a prosinca 1988. godine u zatvor Victor Verster u blizini Paarla, odakle je konačno i pušten na slobodu. Još u zatvoru on je odbijao pomilovanje i ukidanje izrečene kazne. Kao protuuslugua od njega se tražilo da prizna Bantu politiku, time što bi priznao Transkei, te se zahtijevalo obećanje da bi se on tamo i preselio. Kod druge ponude, opet se od njega zahtijevalo da kao protuuslugu objavi odricanje od oružja. Njegov odgovor bio je da zatvorenici ne mogu sklapati nikakve ugovore i da samo slobodni ljudi mogu pregovarati.

## Oslobađanje 1990.
Dana 11. veljače 1990. godine je oslobođen, i odmah je počeo s radom da bi postigao ciljeve koje je sebi zacrtao pre četiri destljeća. Godine 1991. na prvoj Godišnjoj konferenciji ANC-a, nakon što je on to 1990. godine odobrio, Mandela je imenovan za predsjednika.
Nelson Mandela se nikada nije dvoumio po pitanju demokracije i jednakosti. Usprkos provokacijama, on nikada na rasizam nije odgovorio rasizmom. Njegov život je inspiracija za sve one u Južnoj Africi i u cijelom svijetu, za sve one koji žive potlačeni ili kao građani drugog reda, za sve one koji žele to da pobjede.
Godine 1993. Nelson Mandela je dobio Nobelovu nagradu za mir, a 1994. godine nakon prvih općih izbora u Južnoj Africi postao je predsjednikom Južne Afrike. Godine 1999. godine povlači se iz političkog života.

## Smrt
Nelson Mandela umro je 5. prosinca 2013. u 95. godini života okružen obitelji i prijateljima.

## Vanjske poveznice
- ANC-ov Mandelin profil  Arhivirana inačica izvorne stranice od 10. lipnja 2004. (Wayback Machine)
- Profili 100 osoba po časopisu Time  Arhivirana inačica izvorne stranice od 22. travnja 2009. (Wayback Machine)
- Nelson Mandela Defiant At Rivonia Trial  Arhivirana inačica izvorne stranice od 14. prosinca 2005. (Wayback Machine)
- http://nobelprize.org/peace/laureates/1993/mandela-bio.html
- http://www.nelsonmandela.org/
- http://www.mandeladay.com/